# Polystichum plicatum
Polystichum plicatum är en träjonväxtart som först beskrevs av Eduard Friedrich Poeppig och Kze., och fick sitt nu gällande namn av Cristóbal Mariá Hicken och Hosseus. Polystichum plicatum ingår i släktet Polystichum och familjen Dryopteridaceae. Inga underarter finns listade.